# Éric Perrot
Pour l’article homonyme, voir Éric Perrot (biathlon).
Éric Perrot, né le 26 août 1969 à Melun (Seine-et-Marne), est un athlète français spécialiste du 200 mètres mais aussi du 100 mètres.
Troisième des Championnats de France 1994, Éric Perrot participe au relais 4 × 100 mètres des Championnats d'Europe d'Helsinki. Il y remporte le titre continental aux côtés de ses coéquipiers de l'équipe de France Hermann Lomba, Jean-Charles Trouabal et Daniel Sangouma, établissant le temps de 38 s 57.

## Biographie
Éric Perrot joue au football à Fontainebleau quand un copain lui propose de participer à un 100 mètres qu'il remporte. Il apprécie ce sport et continue à le pratiquer. Dès sa première année de pratique, en juniors, il remporte le titre de champion de Seine-et-Marne sur 100 m et décroche même la médaille de bronze aux championnats de France. Il est ainsi sélectionné pour la première fois en équipe de France pour un match international à Besançon sur 100 m et relais 4 × 100 mètres. Il porte encore à plusieurs reprises le maillot bleu, voyage grâce à des Championnats d'Europe à Birmingham et du monde au Canada. Au sortir des juniors, il intègre l'équipe de relais national seniors comme remplaçant.
En 1990, Perrot voit des tribunes, en tant que remplaçant, ses coéquipiers français remporter la finale du 4 × 100 m lors des Championnats d'Europe. La saison d'après, il est champion de France en salle sur 200 mètres puis 3e des Jeux méditerranéens sur 4 × 100 m avec Antoine Richard ainsi que Olivier et Pascal Théophile. En 1992, il manque d'un cheveu d'être sélectionné pour les Jeux olympiques de Barcelone. L'année suivante, sous le maillot du CS Fontainebleau, il signe sa meilleure performance sur 200 mètres en 20 s 90, en juillet à Dijon. Une rencontre avec le président du Vélo Sport chartrain aboutit à un changement de club et d'entraîneur avec qui il gagne en puissance. Lors de la Coupe d'Europe des nations, Perrot, Daniel Sangouma, Jean-Charles Trouabal et Bruno Marie-Rose prennent la seconde place. Il prend place dans le quatuor national mais, aux Championnats du monde, un passage de témoin raté entraîne une disqualification alors que le relais tricolore a gagné sa demi-finale.
En 1994, Éric Perrot s'adjuge la troisième place du Championnat de France sur 100 m et se qualifie pour celui d'Europe. Il participe aussi au relais 4 × 100 m dont la France est tenante du titre. Individuellement, le sociétaire du VS Chartres peine en série et est sorti en demi-finale. Lors du relais, les favoris anglais font tomber le bâton puis les Russes sont disqualifiés en finale pour deux faux départs. Bien lancés au couloir 6 par Hermann Lomba, Sangouma place les Bleus en tête dans la ligne opposée. Dans le dernier virage, Trouabal accentue l'avance. Le dernier passage de témoin est aussi parfait que les autres, Éric Perrot court avec la meute à ses trousses. Après une mise en action moyenne, Perrot reprend du terrain et coupe la ligne avec trois quatre mètres d'avance pour un chrono de 38 s 57. Lors de la Coupe du monde, quelques semaines plus tard, ce dernier passage fait perdre les Tricolores qui termine 5e.
Après avoir travaillé en 1997 au magasin Décathlon de Mainvilliers, Perrot devient responsable de l'accueil du public au Jardin d'acclimatation au Bois de Boulogne de Paris.

## Palmarès
Le record personnel sur 100 mètres du Bellifontain est de 10,33 s.
Championnats d'Europe (1)
- Champion sur 4 × 100 m en 1994

Championnats de France (1)
- Champion sur 200 m indoor en 1991
- 3e sur 100 m en 1994

Jeux méditerranéens
- 3e sur 4 × 100 m en 1991

Coupe d'Europe des nations
- 2e sur 4 × 100 m en 1993